# Клименко Олег Олександрович
Олег Олександрович Клименко (псевдо — О. Гайдай; нар. 15 жовтня 1951, с. Усть-Путила, Україна) — український військовик (полковник), історик, письменник, краєзнавець, кандидат історичних наук (2000). Член Національної спілки журналістів України (2004). Тернопільська обласна премія імені Богдана Лепкого (2018). Брат Вадима Клименка.

## Життєпис
Олег Клименко народився 15 жовтня 1951 року в селі Усть-Путилі, нині Усть-Путильської громади Путильського району Чернівецької области України.
Закінчив історичний факультет Чернівецького університету (1974).

## Доробок
Співавтор наукових досліджень «Біфони» (1995), «Хто пожав “Бурю?”: Армія Крайова на Тернопільщині. 1941—1945» (1996), «Предтеча: Польський рух Опору на Тернопільщині 1939—1941 рр.» (2002), «Міська геральдика Тернопільщини» (2003).
Автор книг «Грошові документи ОУН (бофони) 1939—1952 років» (1999), роману-хроніки «Там, за Збручем» (2018), історичної трилогії «Вирівнювання» Збруча» (2019), понад 30 статей із нумізматики, геральдики і грошового обігу, історії польського руху Опору та діяльності ОУН і УПА під час Другої світової війни.